# Olga Graf
Olga Graf (n. 15 iulie 1983, Omsk, RSFS Rusă, URSS) este o sportivă ce a reprezentat Rusia, medaliată olimpică. A participat la o ediție a Jocurilor Olimpice (2014) în care a câștigat două medalii de bronz.